# Rhynchaenus alni
Rhynchaenus alni är en skalbaggsart som först beskrevs av Carl von Linné 1758.  Rhynchaenus alni ingår i släktet Rhynchaenus, och familjen vivlar. Arten har ej påträffats i Sverige.